# نوک‌نهنگ ژینکودندان
نوک‌نهنگ ژینکودندان آب‌بازی عضو سرده میان‌دندان‌ها است که در آب‌های اقیانوس هند و جنوب اقیانوس آرام زندگی می‌کند. نام «ژینکودندان» از آن رو به این نهنگ گفته می‌شود که دندان‌های عاجی نامعمول به شکل برگ‌های درخت ژینکو دارد.

## توصیف ظاهری
بدن نوک‌نهنگلن ژینکودندان از بدن دیگر اعضای میان‌دندان‌ها مقاوم‌تر است ولی ظاهرشان همانند آن‌ها است. فک در میانه خود شیبی به سوی بالا پیدا می‌کند که دو دندان عاج برگ-شکل را جای می‌دهد. بر خلاف دیگر گونه‌هایی چون نوک‌نهنگ بلنویل و نوک‌نهنگ پهن‌دندان، دو دندان عاج روی پوزه قرار نمی‌گیرند. طول نوک متوسط است.
رنگ بدن در نرها خاکستری تیره است با سایه‌های سفید در نیمه جلویی نوک و دور سر و خال‌های کوچک سفید در انتهای دم. ماده‌ها بدنی به رنگ خاکستری روشن‌تر دارند. هر دو جنس طولی برابر ۴٫۹ متر پیدا می‌کنند. آن‌ها در هنگام تولد طولی برابر ۲٫۴ متر دارند.
احتمال می‌رود که نبردهای میان نرها در این نوک‌نهنگ‌ها وجود نداشته باشد چرا که نرهای این گونه هیچ زخمی بر بدن خود ندارند. غذای این نهنگ‌ها را ماهی مرکب تشکیل می‌دهد.

## گستره و جمعیت
کمتر از ۲۰ بار به ساحل افتادن این گونه در کرانه‌های ژاپن، کالیفرنیا، جزایر گالاپاگوس، زلاندنو، سری لانکا، نیو ساوت ولز، مالدیو، تنگه مالاکا گزارش شده‌است. گستره این نوک‌نهنگ آب‌های گرم و استوایی اقیانوس‌های هند و آرام است. تاکنون جمعیت جهانی این جانور تخمین زده نشده‌است.